# Ayako Mukai
Ayako Mukai (jap. 向井 文子, Mukai Ayako; * 22. Dezember 1984 in der Präfektur Aomori) ist eine ehemalige japanische Biathletin.
Ayako Mukai ging in Noheji in der Präfektur Aomori zur Schule, lebt und trainiert heute jedoch in Sapporo. Die Soldatin begann 2003 mit dem Biathlonsport. Zuvor betätigte sie sich im Ekiden (Langstreckenstaffellauf) und nahm 2000 am Ekiden-Wettbewerb der Präfektur Aomori teil. Wie in Japan üblich gehörte sie als Biathletin zunächst der „Winterkampfausbildungseinheit“ der Bodenselbstverteidigungsstreitkräfte mit Makoto Tomita als Trainerin. Sie wechselte dann zur in Sapporo ansässigen Taiyō Group, die hauptsächlich Spielhallen betreibt.
Ihr internationales Debüt gab die Japanerin 2010 in Martell im IBU-Cup. Schon in ihrem ersten Rennen, einem Einzel, gewann sie erste Punkte. Es ist zugleich ihr bislang bestes Resultat in der Rennserie. Erstes Großereignis wurden die Winterasienspiele 2011 in Almaty, bei denen Mukai gemeinsam mit Fuyuko Suzuki, Itsuka Owada und Natsuko Abe im Staffelwettbewerb die Bronzemedaille gewann.
Nach der Saison 2010/11 nahm Mukai an keinen internationalen Rennen mehr teil.